# Gare de Voves
Gare de Voves vasútállomás Franciaországban, Voves településen.

## Vasútvonalak
Az állomást az alábbi vasútvonalak érintik:
- Párizs-Tours-vasútvonal
- Chartres-Orléans-vasútvonal
- Voves-Toury

## Kapcsolódó állomások
A vasútállomáshoz az alábbi állomások vannak a legközelebb:
- Gare de Bonneval (Gare de La Membrolle-sur-Choisille, Párizs-Tours-vasútvonal)
- Gare d’Auneau (Gare de Brétigny, Párizs-Tours-vasútvonal)
- Gare de Chartres